# Matang Lawang
Matang Lawang is een bestuurslaag in het regentschap Aceh Utara van de provincie Atjeh, Indonesië. Matang Lawang telt 443 inwoners (volkstelling 2010).